# Phyla
Phyla Lour. – rodzaj roślin należących do rodziny werbenowatych (Verbenaceae). Obejmuje 5 gatunków. Wszystkie występują w strefie międzyzwrotnikowej i umiarkowanej na obu kontynentach amerykańskich, a Phyla nodiflora jest szeroko rozprzestrzeniona także na innych kontynentach – rośnie w całej Afryce, południowej Europie (jako gatunek introdukowany także w krajach Europy Zachodniej), w południowej i wschodniej Azji, w Australii i na Nowej Gwinei (introdukowany także na inne wyspy Oceanii). 
Phyla nodiflora uprawiana jest jako roślina okrywowa ozdobna i miododajna, bywa też wykorzystywana jako roślina lecznicza. Rzadziej uprawiane są inne gatunki.

## Morfologia

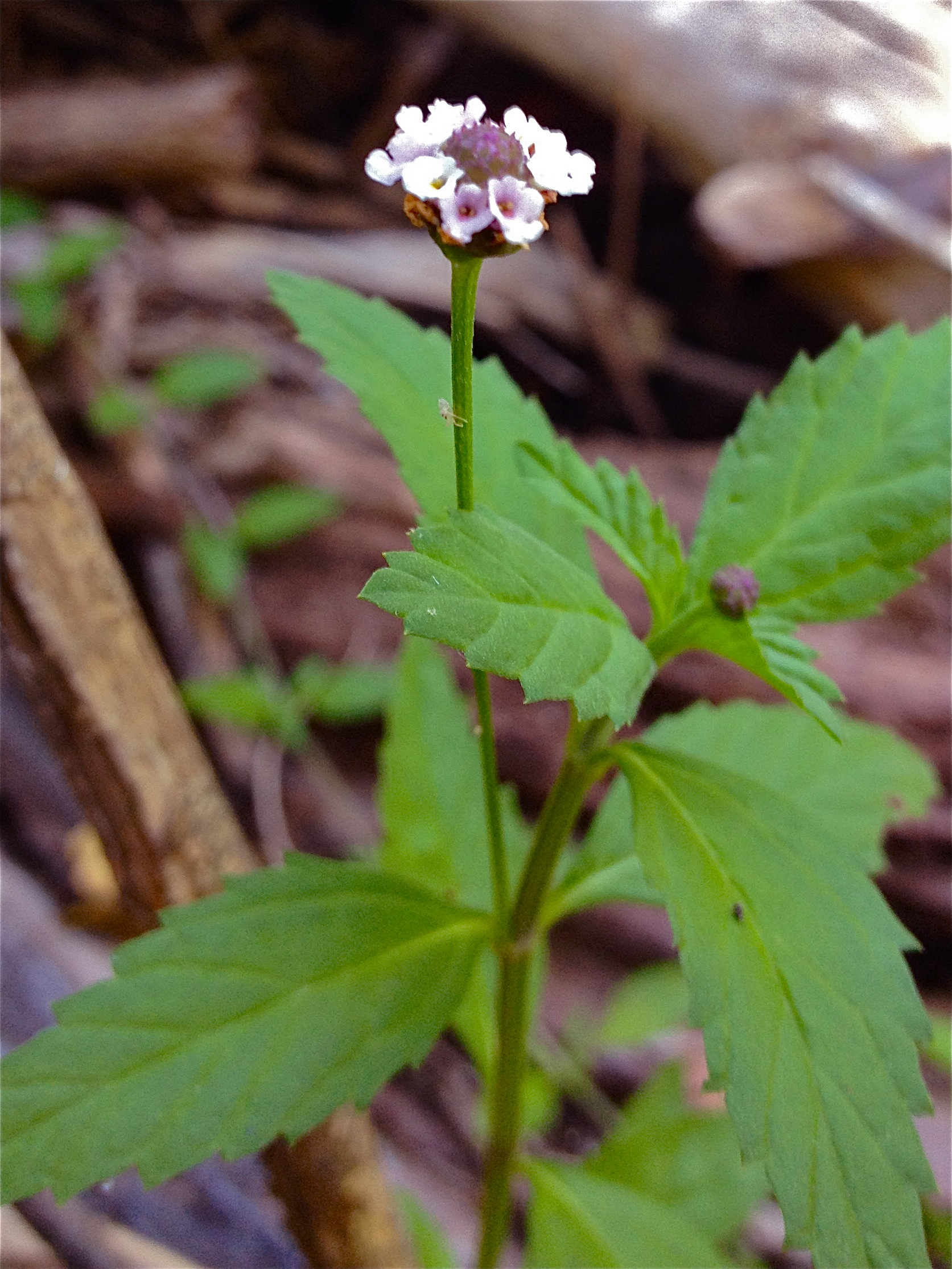
Phyla lanceolata

PokrójPłożące rośliny zielne, często tworzące rozległe i gęste kobierce. Łodygi korzeniące się w węzłach, zwykle czworoboczne, ostrokanciaste, czasem kolczaste, owłosione i ogruczolone.
LiścieOkółkowe lub naprzeciwległe, całobrzegie, ząbkowane lub piłkowane. Liście rzadziej lub gęściej pokryte włoskami rozdzielającymi się na dwa rozpostarte i skierowane w przeciwne strony końce.
KwiatyDrobne, zebrane w gęste kwiatostany główkowate lub kłosokształtne, wzniesione na długich szypułach wyrastających w kątach liści. Kwiaty są siedzące, wsparte jajowatymi przysadkami. Kielich błoniasty, z krótką rurką z dwoma lub czterema ząbkami na szczycie. Płatki korony cztery w dolnej połowie zrośnięte w prostą rurkę, w górnej z rozpostartymi, nierównej wielkości łatkami koloru białego, lawendowego lub fioletowego. Pręciki są cztery, przyrośnięte do górnej połowy rurki korony i w niej schowane, dwusilne, z ogruczolonym łącznikiem. Zalążnia górna, dwukomorowa, w każdej komorze z pojedynczymi zalążkami. Szyjka słupka pojedyncza, krótka, ze skośnym znamieniem.
OwoceSuche rozłupnie z dwiema rozłupkami otoczone trwałym kielichem. Kwiatostan w czasie owocowania wydłuża się.

## Systematyka
Rodzaj z rodziny werbenowatych Verbenaceae. W niektórych ujęciach gatunki tu zaliczane włączane są do rodzaju lippia Lippia, jednak za ich wyodrębnianiem przemawiają m.in. takie cechy jak: zielne pędy, wydłużone kwiatostany i jajowate przysadki.
Wykaz gatunków
- Phyla betulifolia (Kunth) Greene
- Phyla cuneifolia (Torr.) Greene
- Phyla × intermedia Moldenke
- Phyla lanceolata (Michx.) Greene
- Phyla linearis (Kunth) Tronc. & López-Pal.
- Phyla nodiflora (L.) Greene